# Sora (Chile)
Sora (Aimara sura sura traduzido - bosque de sura, tipo de pasto) é uma localidade localizada na comuna de Arica, Província de Arica, ao extremo norte da Região de Arica e Parinacota.
Localidade quase despovoada que se encontra na ribeira sul do rio Lluta, ao nororiental da localidade de Molinos. É o último lugar encravado na continuação do vale de Lluta desde Poconchile ao oriente.

## Demografía
| Coordenadas                  | Localidade | Categoria | População (censo 2002) | População masculina | População feminina | Casas (censo 2002) |
| ---------------------------- | ---------- | --------- | ---------------------- | ------------------- | ------------------ | ------------------ |
| 18° 19′ 34″ S, 69° 49′ 28″ O | Sora       | Casas     | 4                      | 2                   | 2                  | 8                  |